# 野中美智子
野中 美智子（のなか みちこ、1990年6月5日 - ）は、日本のタレント、女優。愛知県名古屋市出身。所属事務所はアッシュプロダクション。2023年8月4日より株式会社ショウガールズ代表取締役。

## 略歴・人物
地元名古屋で、テレビ、ラジオのCMやNHKのTVドラマに出演するなど芸能活動を行っていたが、2005年に15才で単身で上京した。
2006年、吉本興業のガールズ演劇ユニット「TRAPPER」に入団するが、2008年に脱退し、その後同劇団メンバーと「四人芝居」を立ち上げ、脚本・演出も全て四人で手がけた。
2009年に、かつて野中が所属していた吉本の演劇ユニット「TRAPPER」で一緒に活動していた桜花由美に誘われて桜花が代表を務めるプロレスリングWAVEのスタッフにスカウトされたのをきっかけに、現在では各種プロレス団体のリングアナウンサーを担当している。
2011年よりアッシュプロダクションに所属。
2012年、元フィンガー5・晃のプロデュースによる9人組ガールズ・ユニット「Layna」にリーダーとして参加し、キングレコードより「恋のダイヤル6700」のカヴァーでメジャーデビューした。
2013年からは撮影会モデルとしても活動。
2014年2月3日、サッカー＆フットサルチーム・プリマヴェーラ東京の公式応援サポーターに就任し、同年12月には、自身初となる野中美智子1st.mini album「ちゃりーん」をリリースした。
2015年10月にピン芸人のムートン伊藤と演劇×コントユニット「C・A・W」を旗揚げ。2016年4月に第2回公演、同7月に第3回公演を実施した。
C・A・Wなどで活動するうちに、お笑いのネタをやってみたいという思いが強くなるが、1人でやる踏ん切りはなかなかつかないでいた。その中で何回かバラエティイベントに出演するうちに、本人曰くそこで共演した「元アイドルやブレイクしていない女性タレント」らの中に「面白くかわいくて、魅力的な子がたくさんいた」ことに気付く。「そんな売れることを諦めちゃった感じの子たちで集まってネタをやろう」として集まったのがショウガールズ」であると本人は話している。
2022年6月には“お笑い賞レース挑戦ユニット”として「ショウガールズ」を結成し、リーダー・主宰となる。
野中自身は西尾まうとコンビ「ショートガールズ」を組んで、「キングオブコント」と「女芸人No.1決定戦 THE W」に出場。同年のTHE Wでは準決勝まで進出した。
2023年6月にショウガールズツアー2023を行い、名古屋、大阪、東京の三都市で350人以上を動員し、同25日、ツアーの最終日に、自身の結婚を発表した。

2023年8月4日にショウガールズの所属及びマネジメントを行う事務所「株式会社ショウガールズ」を設立し、代表取締役に就任。その後ショウガールズは2023年11月からホリプロコムと業務提携を結ぶ。
趣味は、ギター、三味線、プロレス観戦。自称、「兼業芸人」「ちょうどいいブス」。

## 活動

### テレビドラマ
- どっちがどっち!（2002年10月5日-12月28日、NHK名古屋放送局） - 斎藤すみか 役
- 俺の家の話（2021年1月22日 - 3月26日、TBSテレビ系） - リングアナウンサー 役（第二話・第三話・最終話）

### テレビCM
- 美杉リゾート「火の谷温泉」

### ラジオCM
- スギ薬局 、コスモ石油 、金城学院大学薬学部、日本モンキーパーク「ドリームオンドラえもん」、名古屋シティエフエム「スパイラル・ビーム」

### ビデオパッケージ
- 豊橋市 アカウミガメ保護啓発ビデオ

### モデル
- 滝中学校・高等学校 制服プレゼン

### 舞台
- 劇団A&A'「友達」
- A&A公演「人魚昇天」、「アダムの星」、「虹・追いかけて」、「ブリリアント・フォレスト・スピリッツ」、「赤いサンタクロースと青い鳥」コント舞台（パンチアンドジュディー）、「夏の夜の夢」 - パック 役
- 全国美容講師会 第77回ニューヘアラインコレクション 愛知県ステージ
- 宙の会ミュージカル「海嵐」
- 吉本興業TRAPPER『港崎遊廓〜夜明けの空に桜舞う〜』（再演）(2006年3月、シアターVアカサカ)
- 吉本興業TRAPPER『SO・LALALA〜僕の空には虹がある〜』（2006年9月、サンライズホール）
- 吉本興業TRAPPER『BLUE SKY GRACE 〜蒼ばぁに冥福を〜』（2007年10月、プーク人形劇場）
- 吉本興業TRAPPER『ゲラップ・ベイベー!!!』（2008年2月、サンモールスタジオ）
- 吉本興業TRAPPER『ヴービー』（2008年5月、タイニイアリス）
- 四人芝居「貴方の為に出来ること」（2009年2月、タカタカブーン）
- 茜プロデュース「ひまわり海に咲いた」（2009年3月、MAKOTOシアター銀座）
- シノハラステージング「改造人間哀歌2 ～星空の約束～」（2009年7月16日 - 20日、タカタカブーン）※中学生・勇介役
- 四人芝居「誓橋」（2009年8月、タカタカブーン）
- 「デスパレートブロードウェイ ～すべての天使たちへ～」（2009年9月30日 - 10月4日、池袋あうるすぽっと）
- 薬物乱用防止朗読劇「天に舞う、そして地に堕ちる」～薬物依存、乱用 ある少女の救いない記録～（2009年10月、青山学院）
- 「きら星の磁力～なぜ花道を歩こうとする?～」（2009年11月21日 - 20日、新木場1stRING）
- 四人芝居ミニシアター（2010年1月17日、戸野廣浩司記念劇場）
- 四人芝居～第三章～ 「空の中央は美しい」（2010年2月13日 - 2010年2月14日、戸野廣浩司記念劇場）
- オオシロピンノ「光の差すほうへ」（てあとるらぽう 主演）、「あっち向いてBOY」（しもきた空間リバティ）
- OKプロデュース公演「原始人のボイーンちゃん」「月夜の鐘」（2010年12月22日 - 26日、戸野廣浩司記念劇場）※14人の演女で2作品を交互に公演
- 薬物乱用防止朗読劇「天に舞う、そして地に堕ちる」（青山学院）
- テンダープロ主催「10yearS 〜合田荘の人々〜」（2011年10月28日・29日、天現寺シアター、主演）
- 企画演劇集団ボクラ団義vol.10「鏡に映らない女 記憶に残らない男」（2012年2月15日 - 20日、新宿スペース107）
- 企画演劇集団ボクラ団義 番外公演「ハンズアップ」（2012年5月23日 - 6月3日、池袋シアターKASSAI）
- 和興芸能30周年記念公演「ENDLESS HILLS」（2012年6月29日 - 7月1日、築地本願寺ブディストホール）
- 企画演劇集団ボクラ団義 vol.11「忍ぶ阿呆に 死ぬ阿呆」（東京公演2012年11月7日 - 12日、新宿スペース107、大阪公演2012年12月7日 - 9日、大阪市立芸術創造館）
- 劇団太陽マジック 第三回公演「サクラサクコロ」（2013年4月11日 - 14日、中目黒ウッディシアター）
- 浅見ユウコと野中美智子の『笑奏笑舞～はじめての夜遊び春編～』（2013年4月15日、越谷LIVE ABBEY ROAD）※ライブイベント
- 水色革命第7弾「Tears」（2013年5月11日・12日、北沢タウンホール、友情出演）
- 「フリーダイヤル〜0120〜」（2013年7月16日 - 22日、中野テアトルBONBON、主演）
- 浅見ユウコと野中美智子の『笑奏笑舞～真夏の夜遊び夏編～』（2013年8月10日、越谷LIVE ABBEY ROAD）※ライブイベント
- 浅見ユウコと野中美智子の『笑奏笑舞  秋編〜食欲の秋…召し上がれ！〜』（2013年10月27日、越谷アビーロード）※ライブイベント
- 劇団太陽マジック 第五回公演「ゆらり」（2013年11月20日 - 24日、中目黒ウッディシアター）
- 浅見ユウコと野中美智子の『笑奏笑舞 冬編～サンタからの贈り物～』（2013年12月23日、越谷アビーロード）※ライブイベント
- X-QUEST 2014 WINTER PERFORMANCE「ブラック西遊記〜ステッピン・イントゥ・ユア・ダークサイド・ワールド」（2014年2月5日 - 16日、花まる学習会王子小劇場）
- 2丁拳銃小堀主宰僕の劇団 特別公演「いろんな部屋の噺」（2014年4月1日・2日、新宿シアターブラッツ）
- 浅見ユウコと野中美智子の『笑奏笑舞～二回目の春～”Spring”』（2014年4月26日、越谷LIVE ABBEY ROAD）※ライブイベント
- 劇団Hi-TOUCHプロデュース公演 vol.1「Lamp I〜橙色ノムコウガワ〜」 （2014年5月1日 - 4日、 RRR 両国楽園部屋）
- 企画演劇集団ボクラ団義「耳があるなら蒼に聞け 〜龍馬と十四人の志士〜」（2014年6月25日 - 7月6日、中野 ザ・ポケット）
- 浅見ユウコと野中美智子の『笑奏笑舞～二回目の夏～”Summer”』（2014年8月3日、新宿御苑サウンド）※ライブイベント
- 2丁拳銃小堀裕之主宰僕の劇団 第3回本公演「勝手にしやがれ！ごめん、嘘！」（2014年10月14日 - 28日、池袋アートスペースサンライズホール）
- 浅見ユウコと野中美智子の『笑奏笑舞～二回目の秋～”Autumn”』（2014年11月16日、新宿御苑サウンド）※ライブイベント
- X-QUEST 2014 WINTER PERFORMANCE2「ミラージュ・イン・スチームパンク──最終兵器ピノキオ、その罪と罰─」（2014年11月27日 - 12月8日、花まる学習会王子小劇場）
- 企画演劇集団ボクラ団義 -Play Again- vol.5「忍ブ阿呆ニ 死ヌ阿呆」（2015年3月11日 - 22日、池袋シアターグリーンBIG TREE THEATER）
- 浅見ユウコと野中美智子の『笑奏笑舞～二回目の冬～”Winter”』（2015年3月23日、四軒茶屋 yoncha）※ライブイベント
- コルバタ主催「向かう先は青コーナー」ゲスト出演（2015年4月4日、戸野廣浩司記念劇場）
- 劇団電動夏子安置システム 第32回公演「モナークス、王を縛る」（2015年5月1日 - 5日、下北沢駅前劇場）
- 劇団K助プロデュース劇団P助 第3回公演「しあわせのかたち」（2015年5月27日 - 31日、中目黒）
- UDA☆MAP Vol.4「ガールズトーク☆アパートメント 2010.ver＆2015.ver」（2015年7月29日 - 8月9日、池袋シアターKASSAI）
- 劇団6番シード第60回公演 池袋演劇祭参加作品「ふたりカオス〜黄色いハンマーを持った女と花瓶を頭に乗せた男〜」(2015年9月24日-10月4日、池袋シアターKASSAI）
- 浅見ユウコと野中美智子の『笑奏笑舞～Autumn～』（2015年10月10日、四軒茶屋 yoncha）※ライブイベント
- 演劇×コントユニット「C・A・W」旗揚げ公演 テーマ「家族」（2015年10月18日、新大久保HOBOHOBO）
- X-QUEST 2015 WINTER PERFORMANCE「義経ギャラクシー〜銀河鉄道と五条大橋の999〜」（2015年11月18日 - 29日、花まる学習会王子小劇場）
- 浅見ユウコと野中美智子の『笑奏笑舞』（2015年12月25日、四軒茶屋 yoncha）※ライブイベント
- TTT（トリプルティー）「年末カウントダウン公演」ゲスト出演（2015年12月30日、池袋シアターKASSAI）
- 演劇×コントユニット「C・A・W」第二回公演 テーマ「恋愛」（2016年4月24日・25日、新大久保HOBOHOBO）
- 演劇×コントユニット「C・A・W」第三回公演 テーマ「夏」（2016年7月16日 - 17日、新大久保HOBOHOBO）
- MARU25周年記念 コルバタ第9回公演「和牛ステーキ1ポンド」（2016年8月25日 - 28日、シアター・ブラッツ）
- コルバタ第14回公演『プロレス超初心者ですが未来を託されました』日替わりゲスト（2016年9月27日 - 10月1日、萬劇場）
- TAIYO MAGIC FILM第11回公演『サクラサクコロ20160』日替わりゲスト（2016年10月、赤坂レッドシアター）
- 鯛プロジェクト番外公演「極上コントライブ」（2017年12月14日・15日、グラムシュタイン）
- 全国横断！「ジッコワゴンコントライブin東京」日替わりゲスト（2018年4月19日 - 21日、シアターブラッツ）
- @emotion presents Expression vol.8 茶『Mad Journey』日替わりゲスト（2018年7月1日 - 8日、築地本願寺ブディストホール）
- 全国横断！「ジッコワゴンコントライブin千葉」（2018年6月15日 - 17日、浦安Bar ten）
- AWG「カウント2.9！」（2018年7月26日 - 7月29日、新木場1stRING）
- X-QUEST 2018 AUTUMN PERFORMANCE 『四天王〜エレメンタルフィクサー〜』（2018年9月20日 - 24日、シアターサンモール）
- アリスインプロジェクト「ドナー・イレブン[23]」（2018年12月19日 - 30日、池袋・シアターKASSAI） - アルベルタ・アーベンシュタイン 役
- 鯛プロジェクト番外公演「極上コントライブ」（2019年1月14日、グラムシュタイン）
- ショウガールズ!〜眩しいほど華麗なネタ祭〜（2022年6月30日、早稲田クローバースタジオ）
- ショウガールズ! vol.2（2022年7月26日、池袋東口ゲキパ）
- ショウガールズ! vol.3（2022年8月22日、早稲田クローバースタジオ）
- ショウガールズ! vol.4（2022年9月27日、池袋東口ゲキパ）
- ショウガールズ! vol.5（2022年10月27日、池袋東口ゲキパ）
- ショウガールズ! vol.6（2022年11月30日、池袋東口ゲキパ）
- ショウガールズ! vol.7（2022年12月28日、池袋東口ゲキパ）
- ショウガールズ! vol.8（2023年1月30日、池袋・ロイヤルプラザII 3F）
- ショウガールズ! vol.9（2023年2月28日、池袋東口ゲキパ）
- ショウガールズ! vol.10（2023年3月28日、池袋・ロイヤルプラザII 3F）
- ショウガールズ! vol.11（2023年4月17日、池袋西口GEKIBA）
- Comedy女子『Timing』（2023年4月25日 - 30日、アトリエファンファーレ高円寺）
- ショウガールズ! vol.12（2023年5月19日、池袋・ロイヤルプラザII 3F）
- ショウガールズツアー2023（2023年6月2日[名古屋]・3日[大阪]・23.24.25日[東京]）
- ショウガールズ東京公演番外編ライブ「ショウガールズ流〜第2回ブーケ大喜利!」（2023年06月21日、アトリエファンファーレ東新宿）
- ショウガールズ東京公演番外編ライブ「ショウガールズの花束みたいなガールズトーク！」（2023年06月22日、アトリエファンファーレ東新宿）
- ショウガールズ! vol.13（2023年7月26日、池袋西口GEKIBA）
- ショウガールズネタ公開収録ライブ!〜賞レースに向けて（2023年08月09日、池袋東口ゲキパ）
- ショウガールズ! vol.14（2023年08月29日、池袋西口GEKIBA）
- ガンバレ☆お笑いフェスティバル!vol.8 賞レース中でソワソワしてるシリーズ開幕戦（2023年09月11日、池袋東口ゲキパ）
- 日本一規模の小さい！第一回女性芸人イチバン決定戦!（2023年09月15日、池袋東口ゲキパ）
- 秋のショウガールズ祭り2023！（2023年09月18日、池袋東口ゲキパ）※①ファンミーティング！、②花束みたいなガールズトーク！、③定期ライブVol.15
- ショウガールズ! vol.16（2023年10月31日、池袋西口GEKIBA）
- ショウガールズ! vol.17（2023年11月24日、大塚ドリームシアター）
- ショウガールズ! vol.18（2023年12月26日、大塚ドリームシアター）
- ショウガールズ！vol.19（2024年01月19日、東池袋デューク）
- ショウガールズ！vol.20（2024年02月28日、大塚ドリームシアター）
- ショウガールズ！vol.21（2024年03月30日、大塚ドリームシアター）
- グレアムボックス×ショウガールズ・コラボコントLIVE「コメンジャーズ」（2024年04月20日、大塚ドリームシアター）

### トークライブ・イベント
- クラウンアーチバルーンショー - 司会
- 2012.10：神田カレーグランプリ2012 メインMC
- 2012.11：第一回全国少年少女剣道祭 メインステージMC
- 2012.12：短編映画『君につたえたいこと』 主演・みく 役
- 2013. 3：湘南新宿ライン浦和駅停車記念さいたまフェスタ〜カレー文化彩〜 メインMC
- 2013. 7：浦和駅開業130周年「浦和駅東口フェスタスマイル130」 メインMC
- 2013.11：神田カレーグランプリ2013 メインMC
- 2014. 6：第二回全国少年少女剣道祭 メインステージMC
- 2014. 6：エコパ オープニングイベントMC
- 2014. 7：浦和駅 湘南新宿ライン停車一周年記念 スマイルパークPart1 MC
- 2014. 8：浦和駅 湘南新宿ライン停車一周年記念 スマイルパークPart2 MC
- 2014. 8：アッシュ三姉妹 夏のBBQイベント
- 2014. 8：APAフェス 長井海の手公園 ソレイユの丘
- 2014.10：神田カレーグランプリ2014 メインMC
- 2014.10：エコパ第一回秋のカラオケ大会 MC
- 2014.12：アッシュ三姉スマイルオフ会
- 2014.12：MiniAlbum『ちゃりーん』発売
- 2014.12：エコパ第一回紅白歌合戦 紅組MC
- 2015. 1：プリマヴェーラ東京 西武園競輪場イベント
- 2015. 6：第三回全国少年少女剣道祭 メインステージMC
- 2015.12：旧姓広田さくらによる「産休興行」 リングアナウンサー
- 2016. 8：アッシュ三姉妹夏祭りオフ会 エコパ
- 2016. 8：プリマヴェーラ東京 大宮競輪場イベント
- 2016.11：神田カレーグランプリ2015 メインMC
- 2018年7月5日 - 7日、DDTドラマティックドリームシアターDNA組「櫻農カプリチオ〜櫻ヶ丘農業高等学校狂想曲〜」企画[24]。
- AWG「カウント2.9！」（2018年7月26日、28日、新木場1stRING）
- 2018.4 - ：宇田川美樹主宰トークライブ MC
- 2019.1 - ：ムートン伊藤主宰イベント「みんな誰かの中のイットウSHOW!」 MC

- #宮島姉妹 Vol.3（2018年10月21日、目黒KAHOO）※ゲストMC
- 神田カレーグランプリ2018（2018年11月3日 - 4日、小川広場）※メインMC
- 〜 AUTUMN GIRLS TALK LIVE 〜下北沢女優陣秋話祭（2018年11月5日、下北沢HALF MOON HALL）
- スノーバンク東京雪祭り2018（2018年11月10日 - 11日、代々木公園） MC

- ハッピーミュージックアワー『音バラ』Vol.7（2022年6月24日、四谷LOTUS）
- 月刊まりーな!7月号「日本の夏、まりーなの夏」（2022年7月27日、早稲田クローバースタジオ）
- 馬夏フェス2022DAY１「馬夏コント＆馬鹿ゲームLight」（2022年8月12日、早稲田クローバースタジオ）
- IDOL BOX#49（2022年8月16日、笑や(東高円寺)）
- 馬鹿ゲームライブ!vol.25～中秋のめうぃげつ～（2022年9月15日、早稲田クローバースタジオ）
- 「2022組」（2022年10月23日、∞ドーム ステージⅡ）※ショートガールズ
- ガンバレ☆お笑いフェスティバル～HARUKAZE主宰ライブ旗上げ戦～（2022年11月4日、池袋東口ゲキパ）※ショートガールズ
- ネタを2本試すライブ（2022年11月6日、大塚ドリームシアター）※ショートガールズ
- 作家が必ずホメてくれる賞レース模擬ライブ!（2022年11月4日、荒川区・ムーブ町屋4階ハイビジョンルーム）※ショートガールズ
- 新道竜巳の女芸人フェス（2022年12月1日、歌舞伎町スパークル）※ショートガールズ
- 新道竜巳の女芸人フェス（2023年1月3日、歌舞伎町スパークル）※ショートガールズ
- 東京演芸協会主催【寄席＋LIVE】（2023年1月14日、新宿永谷（ミニホールFU））※ショートガールズ
- ガンバレ☆お笑いフェスティバル Vol.3（2023年11月4日、池袋東口ゲキパ）※ショウガールズ
- 馬鹿ゲームライブ！vol.29〜ね、うし、とら、うぃ！ぴょんぴょんぴょん！〜（2023年1月19日、池袋東口ゲキパ）
- 渡辺正行プロデュース第398回ラ・ママ新人コント大会（2023年1月27日、渋谷La.mama）※ショートガールズ
- ガンバレ☆お笑いフェスティバル！vol.4 〜バレンタインシリーズ開幕戦〜（2023年2月8日、池袋東口ゲキパ）※ショウガールズ
- ガンバレ☆お笑いフェスティバル！vol.5 〜春爛漫シリーズ開幕戦〜（2023年3月22日、池袋東口ゲキパ）※ショウガールズ
- 馬鹿ゲームライブ！vol.31〜お内裏様とお馬鹿様〜（2023年3月3日、池袋東口ゲキパ）
- ガンバレ☆お笑いフェスティバル！vol.6 〜GOLD RUSHシリーズ開幕戦〜（2023年5月16日、池袋東口ゲキパ）※ショウガールズ
- 新道竜巳の女芸人フェス（2023年5月13日、早稲田クローバースタジオ）
- プロレスリングwave×ショウガールズ チートデー'23〜美と笑いのブーケ達〜（2023年6月14日、アミスタ）
- ショウガールズツアー2023 番外編イベント（2023年6月21日 - 22日、アトリエファンファーレ東新宿）

### 配信
- 野中美智子の夕方サプリメント（2011年5月28日 - 、Youtube、制作：流行学園.TV）※レギュラーMC
- ダブル・ミーのよっ!シャチホコ!!（2011年8月23日 - 2012年12月19日、Youtube・ニコニコ動画、制作Akiba.TV）※レギュラーMC
- 【打ってけ!TV】わらしべ旅行漫遊記『マルハン上里店編』（2013年8月9日、ニコニコ動画）
- ボクラのなかTV〜地上波への道〜（2014年11月10日 - 2017年4月20日、Youtube）※レギュラーMC[25]
- 推し呑みアンタレス（2021年7月19日-、Youtube）※レギュラーMC[26]
- 野中美智子が歌う『シンエイぷちアニ劇場 ポテッコベイビーズ』（テレ朝チャンネル）第10話のテーマソング「気持ち伝えたくて」 iTunes、レコチョク、music.jp配信中。
- Androidアプリ「野中美智子公式ファンアプリ」配信中。

### その他
- 2012.10：元フィンガー5晃プロデュース「Layna」CDデビュー「恋のダイアル6700」（キングレコード）

### LaynaとしてのLIVE活動
- 2012.10.26：「Sunshine Street Stage（S.S.S）Vol.30」サイン＆握手会（池袋サンシャイン広場）
- 2012.12.28：「Boo2012ooH!!NEN Party!!」（横浜BLITZ）
- 2013. 3. 3：「街角美人Presents Tokyo Fashion Collection」（Zepp DiverCity TOKYO）